# Корисливо-насильницькі злочини
Корисливо-насильницькі злочини — суспільно небезпечні дії (передбачені кримінальним законом), яким характерна корислива мотивація і насильницький спосіб вчинення.
Серед корисливих і насильницьких злочинів корисливо-насильницькі становлять найнебезпечнішу групу посягань. Їх підвищена суспільна небезпечність полягає в тому, що вони водночас посягають на кілька об'єктів кримінально-правової охорони — на власність і особу (здоров'я, особисту свободу, гідність, життя). Посягання на особу при вчиненні таких злочинів є засобом досягнення корисливої мети для заволодіння майном, правом на нього, примушування до вчинення інших дій майнового характеру.

## Особливості та види
Насильство, яке застосовується при вчиненні таких злочинів, може бути
- фізичним
  - (завдання тілесних ушкоджень різного ступеня важкості,
  - позбавлення чи обмеження волі,
  - позбавлення життя)
- або психічним
  - (погроза фізичним насильством,
  - пошкодженням або знищенням майна,
  - розголошення відомостей, які ганьблять потерпілого чи його близьких).

У більшості випадків насильство — конструктивна ознака корисливо-насильницьких злочинів, в окремих випадках його застосування — кваліфікуюча ознака злочину, основний склад якого не є корисливо-насильницьким (наприклад, грабіж). Для одних властиве застосування лише певного виду насильства (для грабежу — насильства, що не є небезпечним для життя чи здоров'я потерпілого; для розбою — насильства, небезпечного для життя чи здоров'я особи, яка зазнала нападу), для інших — характерне застосування кількох видів насильства (вчинення вимагання може бути поєднане як із насильством, що не є небезпечним для життя чи здоров'я, так і з насильством, небезпечним для життя і здоров'я).

### У законодавстві України
До корисливо-насильницьких злочинів належать: насильницький грабіж (ст. 186 ККУ), розбій (ст. 187), вимагання (ст. 189), умисне вбивство з корисливих мотивів (ст. 115), бандитизм (ст. 257), учинений з метою заволодіння майном. З певною мірою умовності до таких злочинів можна зарахувати й інші умисні насильницькі злочини, що мають корисливу мотивацію, наприклад, незаконне заволодіння транспортним засобом (ст. 289). Найнебезпечнішим корисливо-насильницьким злочином є умисне вбивство з корисливих мотивів.
Суб'єктивна сторона такого злочину характеризується умисною формою вини у вигляді прямого умислу і корисливим мотивом. Суб'єктом цих злочинів можуть бути особи, яким на момент вчинення злочину виповнилося 14 років. Більшість таких злочинів віднесено законом до категорії тяжких та особливо тяжких злочинів (ст. 12 ККУ). Насильницькі злочини караються тривалими строками позбавлення волі (до 15 років включно), умисне вбивство з корисливих мотивів — довічним ув'язненням. Як додаткову міру покарання закон передбачає конфіскацію майна. Корисливо-насильницьким злочинам притаманні відносна стабільність і груповий (організований) характер їхнього вчинення.